# Bucco
Bucco és un gènere d'ocells de la família dels bucònids (Bucconidae ).

## Taxonomia
Segons la Classificació del Congrés Ornitològic Internacional (versió 7.2, 2017) aquest gènere es considera format per 4 espècies, però en altres classificacions, tres d'elles, han estat modernament separades en els gèneres Cyphos i Nystactes Gloger, 1827 quedant reduït Bucco a una única espècie: 
- barbacoll de Colòmbia (Nystactes noanamae) o (Bucco noanamae).
- barbacoll pigallat (Nystactes tamatia) o (Bucco tamatia).
- barbacoll de corona rogenca (Cyphos macrodactylus) o (Bucco macrodactylus).
- barbacoll de collar (Bucco capensis).